# E o Circo Chegou
E o Circo Chegou é um filme brasileiro do gênero drama de 1940, dirigido e escrito por Luiz de Barros e produzido pela companhia produtora Marli Filmes. Foi distribuído pela Muldy Filmes e R.K.O. Radio Filmes. Este filme marcou a estreia de Alda Garrido no cinema. O longa contou com músicas de Herivelto Martins.

## Enredo
Com a chegada do circo de Mr. Mellinger, a tranquila e feliz vida daquela monótona aldeia mudaria. O dono do circo pede autorização para se instalar nas terras de propriedade do coronel Fredegoso, este para fazer raiva ao vigário que via com a chegada do circo, a perda da tranquilidade e a perdição de muita gente simples e boa. 
Os artistas do circo se hospedam no Hotel-Pensão Bem-te-vi de Dona Miloca, que embora até então deixasse seu coração oscilar entre o turco do armarinho e o gerente do hotel, Joaquim, também se deixa empolgar pelo palhaço, alvo de entusiasmo de Rosinha. O coronel deixa-se enlaçar por Loló, sambista do circo. Enquanto isso principia um namoro entre o palhaço e Rosinha para desespero de Miloca. 
Rosinha vê o Palhaço nos braços de Miloca, graças a uma situação armada pela dona da pensão. O circo já está prestes a partir. Rosinha fica com o palhaço; Miloca resolve casar com Joaquim e o coronel volta a jogar com o vigário.(A Scena Muda, 10.09.1940)

## Elenco
- Alda Garrido como Miloca
- Celeste Aída como Loló
- Arnaldo Amaral
- Juvenal Fontes
- Ana de Alencar
- Abel Pêra
- João de Deus